# Klinke (Bismark)
Klinke gehört zur Ortschaft Badingen und ist ein Ortsteil der Stadt Bismark (Altmark) im Landkreis Stendal in Sachsen-Anhalt.

## Geographie
Klinke, ein Straßendorf mit Kirche, liegt 15 Kilometer westlich der Kreisstadt Stendal. Nördlich des Ortes fließt die Bäke, die in den Secantsgraben mündet.
Nachbarorte sind Wollenhagen im Nordwesten, Neuhof im Norden, Badingen im Nordosten, die Deetzer Warte, Deetz und Käthen im Südosten.

## Geschichte

### Mittelalter bis Neuzeit
Das Dorf wurde im Jahre 1380 erstmals als in deme dorpe tho der Klynke erwähnt, als der Knappe Hans Moweryn Einnahmen aus fünf Höfen des Dorfes an die juncfrowen vom Kloster Neuendorf verkoft hatte.
Weitere Nennungen sind 1420 czu der clinke, 1447 tor klinke, 1457 Thu der Klinke, 1472 To der klincke, 1485 tho der klynke, 1540 Glinck 1687 Klincke sowie 1804 Klinke, ein Dorf mit zwei Leinewebern, einem Rademacher, einer Windmühle und Hopfenanbau.
Von August 1901 bis 1921 war in Klinke eine Station der Altmärkischen Kleinbahn. Die Kinder sollen bei Spielen gerufen haben: „Winke, winke der Zug, der fährt nach Klinke“.
Bei der Bodenreform wurden 1945 ermittelt: 32 Besitzungen unter 100 Hektar hatten zusammen 503 Hektar, zwei Kirchenbesitzungen hatten zusammen 61 Hektar und die Gemeinde hatte 7 Hektar Land. Er erfolgte keine Aufteilung. Im Jahre 1958 entstand die erste Landwirtschaftliche Produktionsgenossenschaft, die LPG Typ III „Bundschuh“.

### Andere Erwähnungen
Einige Autoren führen Erwähnungen für das Dorf Klinke an, die anderen Orten zuzuordnen sind. Verursacher der Irrtümer ist der Bearbeiter des Namensregisters der Quellensammlung Codex diplomaticus Brandenburgensis, Moritz Wilhelm Heffter, der unter Klinke noch drei andere Orte zusammenfasste.
- Die Wüstung klince, klintze, Klinten oder Klint bei Werben (Elbe) gehörte 1209 dem Bistum Havelberg[13][14][6] und war 1313 in Besitz der Johanniterkomturei Werben durch die Markgräfin Anna.[15]
- Die Wüste Mark Klinkow liegt zwischen Grünenwulsch und Schinne.[6] Sie wurde 1375 im Landbuch der Mark Brandenburg als Klinkow genannt.[16][15]
- Die Wüstung Klinte liegt im Magdeburgischen bei Groß Rodensleben.[6]

### Eingemeindungen
Ursprünglich gehörte das Dorf zum Stendalischen Kreis der Mark Brandenburg in der Altmark. Zwischen 1807 und 1813 lag der Ort im Kanton Stendal-Land im Distrikt Stendal auf dem Territorium des napoleonischen Königreichs Westphalen. Ab 1816 gehörte die Gemeinde zum Landkreis Gardelegen.
Am 25. Juli 1952 kam die Gemeinde Klinke zum Kreis Stendal. Sie verlor am 1. Oktober 1973 ihre Selbständigkeit mit der Eingemeindung in die Gemeinde Badingen. Seit der Eingemeindung von Badingen in die Stadt Bismark (Altmark) am 1. Januar 2010 gehört der Ortsteil Klinke zur neu gebildeten Ortschaft Badingen und zur Stadt Bismark (Altmark).

### Einwohnerentwicklung
| Jahr | Einwohner |
| ---- | --------- |
| 1734 | 182       |
| 1772 | 148       |
| 1790 | 152       |
| 1798 | 158       |
| 1801 | 166       |
| 1818 | 167       |
| 1840 | 162       |
| 1864 | 163       |
| 1871 | 170       |

| Jahr | Einwohner |
| ---- | --------- |
| 1885 | 162       |
| 1892 | [00]139   |
| 1895 | 160       |
| 1900 | [00]143   |
| 1905 | 165       |
| 1910 | [00]171   |
| 1925 | 169       |
| 1939 | 149       |
| 1946 | 274       |

| Jahr | Einwohner |
| ---- | --------- |
| 1964 | 114       |
| 1971 | 113       |
| 1990 | [00]78    |
| 1996 | [00]86    |
| 2000 | [00]79    |
| 2004 | [00]80    |
| 2009 | [00]74    |
| 2018 | [00]61    |
| 2020 | [00]51    |

| Jahr | Einwohner |
| ---- | --------- |
| 2021 | [00]51    |
| 2022 | [0]56     |
| 2023 | [0]55     |

Quelle, wenn nicht angegeben, bis 1971:

## Religion
Die evangelische Kirchengemeinde Klinke gehörte früher zur Pfarrei Klinke, die ab 1957 von der Pfarrei Käthen versorgt wurde und jetzt betreut wird vom Pfarrbereich Lindstedt im Kirchenkreis Salzwedel im Bischofssprengel Magdeburg der Evangelischen Kirche in Mitteldeutschland.
Die ältesten überlieferten Kirchenbücher für Klinke stammen aus dem Jahre 1684.
Die katholischen Christen gehören zur Pfarrei St. Anna in Stendal im Dekanat Stendal im Bistum Magdeburg.

## Kultur und Sehenswürdigkeiten
- Südöstlich des Dorfes liegt die Deetzer Warte.
- Die evangelische Dorfkirche Klinke ist ein spätromanischer Feldsteinbau mit einem Fachwerkturm aus dem 18. Jahrhundert,[28] in dem sich zwei Glocken befinden. Die größere, 87 Zentimeter im Durchmesser, wurde 1815 von G.G. Becker in Halle gegossen.[6]
- Gedenkstein für Joachim Henniges von Treffenfeld

## Verkehrsanbindung
In Klinke beginnt die Kreisstraße 1056 nach Käthen.
Es verkehren Linienbusse und Rufbusse von stendalbus.
Der nächste Bahnhof befindet sich in Kläden (Bahnlinie Stendal–Salzwedel).

## Sagen aus Klinke
1842 schrieben Hermes und Weigelt: Nach alter Sage gab es in der Nähe dieses Dorfes eine große Schlacht gegen die Wenden und das Schlachtfeld ist die „Kriegländer“ genannt worden.
1753 wurde von der Gegend berichtet: Mitten auf diesem „Krieglande“ ist ein Heldenbett, welches „insgeheim das Pumpelgraft genennet“. Manche halten das für ein Grab des römischen Generals Pompilius. Renate Pieper meinte 2019, dass sich auf dem „Kriegsland“ ein „Heldenbett“ befindet, das von den Einheimischen „Pumpelgruft“ genannt wird.
In einem alten Lied über die Schlacht an der Deetzer Warte von 1372 heißt es: „Se togen to Brensal“. Der Name Brensal soll für Klinke stehen. Der Volkstradition gemäß fand bei Klinke auf dem „Kriegland“ das Gefecht zwischen den Harzgrafen und den Stendaler Bürgern statt.
Alfred Pohlmann überlieferte 1901 eine Sage über einen großen Stein auf dem Pfarracker, der damals bereits schon gesprengt und verkauft worden war. Ein Kriegsoberster im Heer des römischen Feldherrn Drusus soll ein gewisser Pompilius gewesen sein, der bei Klinke seinen Tod fand und dort begraben wurde. Zum Gedächtnis wurde ein großer Stein auf das Grab gewälzt, der den Namen „Pompiliusstein“ bekam, woraus „Pumpelstein“ und auf plattdeutsch „Pumpelgrafsteeen“ geworden ist. Der Lehrer Lehrmann überlieferte die Sage 1908. Der Stein ist hier ein Granitblock mit dem Namen „Pumpelgravsteen“. Hanns H. F. Schmidt erzählt die Sage 1994 als „Der Pumpelgrabstein“ nach.
In Klinke spielt auch eine Sage über Henning von Treffenfeld, der hier geboren wurde und der das Dorf verlassen haben soll, weil ein Mädchen, welches er lieb hatte, einen andern geheiratet hatte.

## Persönlichkeiten
- Joachim Henniges von Treffenfeld (1610–1688), kurbrandenburgischer General